# Glattfelden
Glattfelden je obec v okrese Bülach v kantonu Curych ve Švýcarsku. Žije zde přibližně 5 200 obyvatel.

## Geografie
Glattfelden se nachází v oblasti Zurich Unterland na posledním úseku řeky Glatt, která se u osady Rheinsfelden vlévá do Rýna. Kromě samotné obce Glattfelden patří k obci místní části (osady) Schachen, Aarüti, Rheinsfelden a Zweidlen.
Sousedními obcemi jsou Hohentengen v Německu a Weiach, Eglisau, Bülach, Hochfelden a Stadel ve Švýcarsku. K obci patří také exkláva Neuhus, jediný statek v záplavové oblasti Rheinaue, díky kterému Glattfelden hraničí také s Hüntwangenem.
Jihozápadně od obce se na vrcholu kopce nachází hrad Mangoldsburg.

## Historie

Letecký pohled (1919)

U železniční stanice Glattfelden byl objeven urnový hrob z pozdní doby bronzové. Římské strážní věže ze 4. století lemovaly ústí řeky Glatt u Rheinsfeldenu, kde ve vrcholném středověku stál dvojitý hrad pánů z Rheinsfeldenu, zmiňovaný od roku 1310. Sídlo Glatevelden je poprvé zmiňováno roku 1130. V roce 1398 patřila jedna část hraběti von Habsburg-Laufenburg, druhá kostnickému biskupovi, který nechal pevnost v roce 1410 zničit, aby zabránil jejímu prodeji Curychu. Vedle hradu se nacházela kaple zasvěcená svatému Mikuláši, původně patřící klášteru Rheinau, která byla vysvěcena kolem roku 1539. Páni z Glattfeldenu, doložení v letech 1130–1396, byli služebníky baronů z Tengenu, kterým ve vrcholném středověku patřil dolní dvůr. Ten byl v roce 1496 spolu s panstvím Eglisau převzat Curychem. Vrchní dvůr připadl Curychu prostřednictvím hrabat von Habsburg-Laufenburg a habsburského hrabství Kyburg v roce 1424, resp. 1452. Až do roku 1798 patřil Glattfelden s výjimkou Schachensu (od roku 1442 Neuamtu) k panství Eglisau; vrchnostenský soud však spadal pod kyburské panství a teprve v roce 1678 byl na žádost Glattfeldenu převeden do panství Eglisau. Kostel, poprvé zmiňovaný v roce 1275, byl filiálkou Hohentengenu, ale kolem roku 1400 byl obsluhován z Kaiserstuhlu. V roce 1421 byl Glattfelden povýšen na samostatnou farnost, k níž do roku 1546 patřily také Seglingen a Tössriedern. I po reformaci zůstala farnost při kostnickém biskupovi a v roce 1804 připadla kantonu Curych. V roce 1798 byla na území farnosti vytvořena politická obec Glattfelden a přiřazena k okresu a v roce 1803 k okresu Bülach. V roce 1814 se stala součástí správního obvodu Embrach, v roce 1831 byla opět přiřazena k okresu Bülach. Na počátku 19. století vznikly civilní farnosti Glattfelden a Zweidlen, které byly zrušeny v roce 1917.
Glattfelden je spojen se spisovatelem Gottfriedem Kellerem, který v obci v mládí často pobýval a popsal ji ve svém románu Zelený Jindřich. Na počest básníka bylo v roce 1985 v centru obce otevřeno místo pro kulturní setkávání.

## Obyvatelstvo
| Rok            | 1634 | 1771 | 1836 | 1850 | 1900 | 1950 | 2000 | 2005 | 2010 | 2015 | 2020 | 2022 |
| Počet obyvatel | 593  | 634  | 1098 | 1247 | 1584 | 2209 | 3544 | 3915 | 4260 | 4945 | 5273 | 5258 |

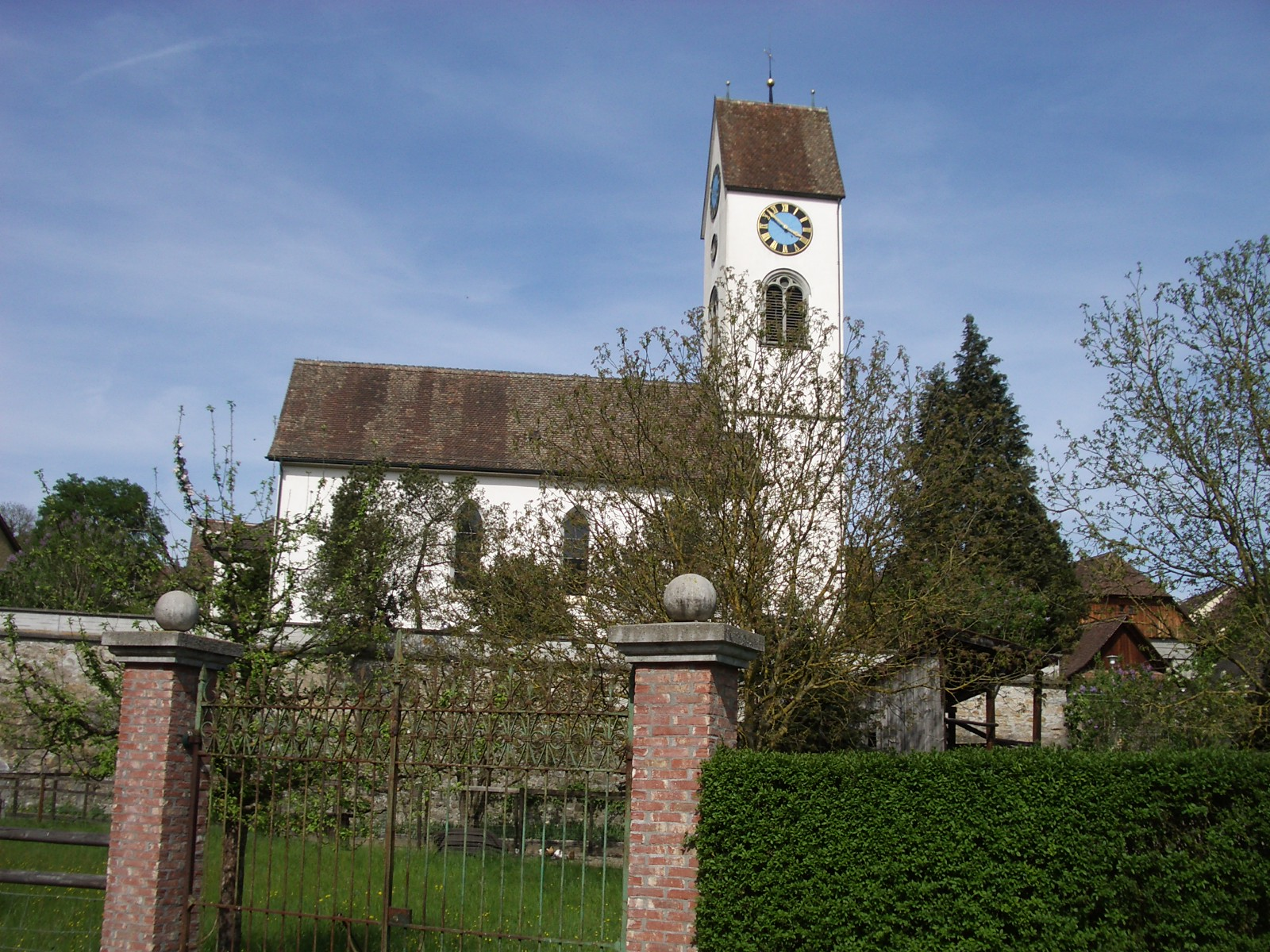
Kostel

V roce 2022 se 30,0 % obyvatel hlásilo k evangelické reformované církvi, 20,9 % k římskokatolické církvi a 49,0 % k jinému vyznání nebo bez vyznání.

## Hospodářství a doprava

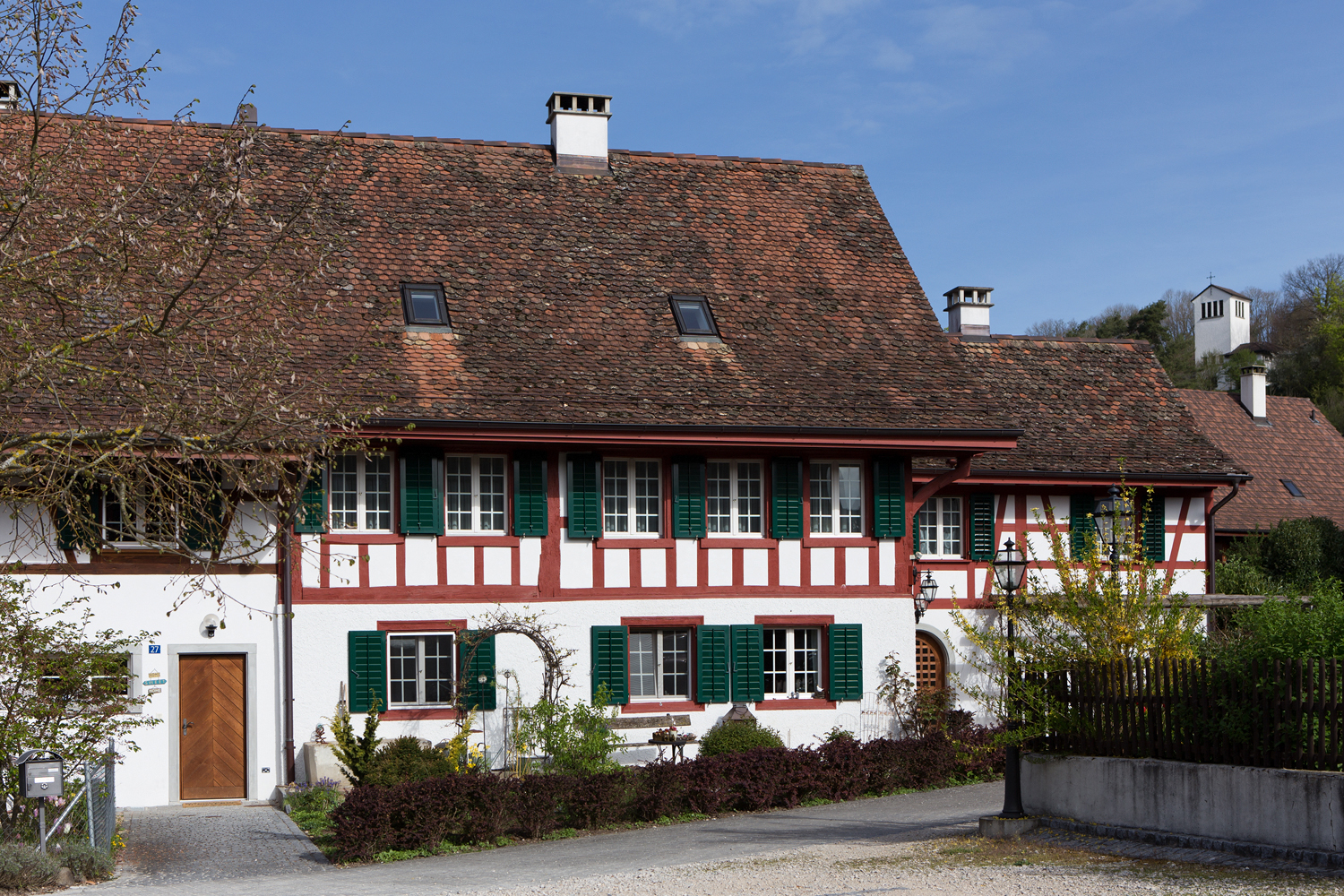
Tradiční architektura v obci

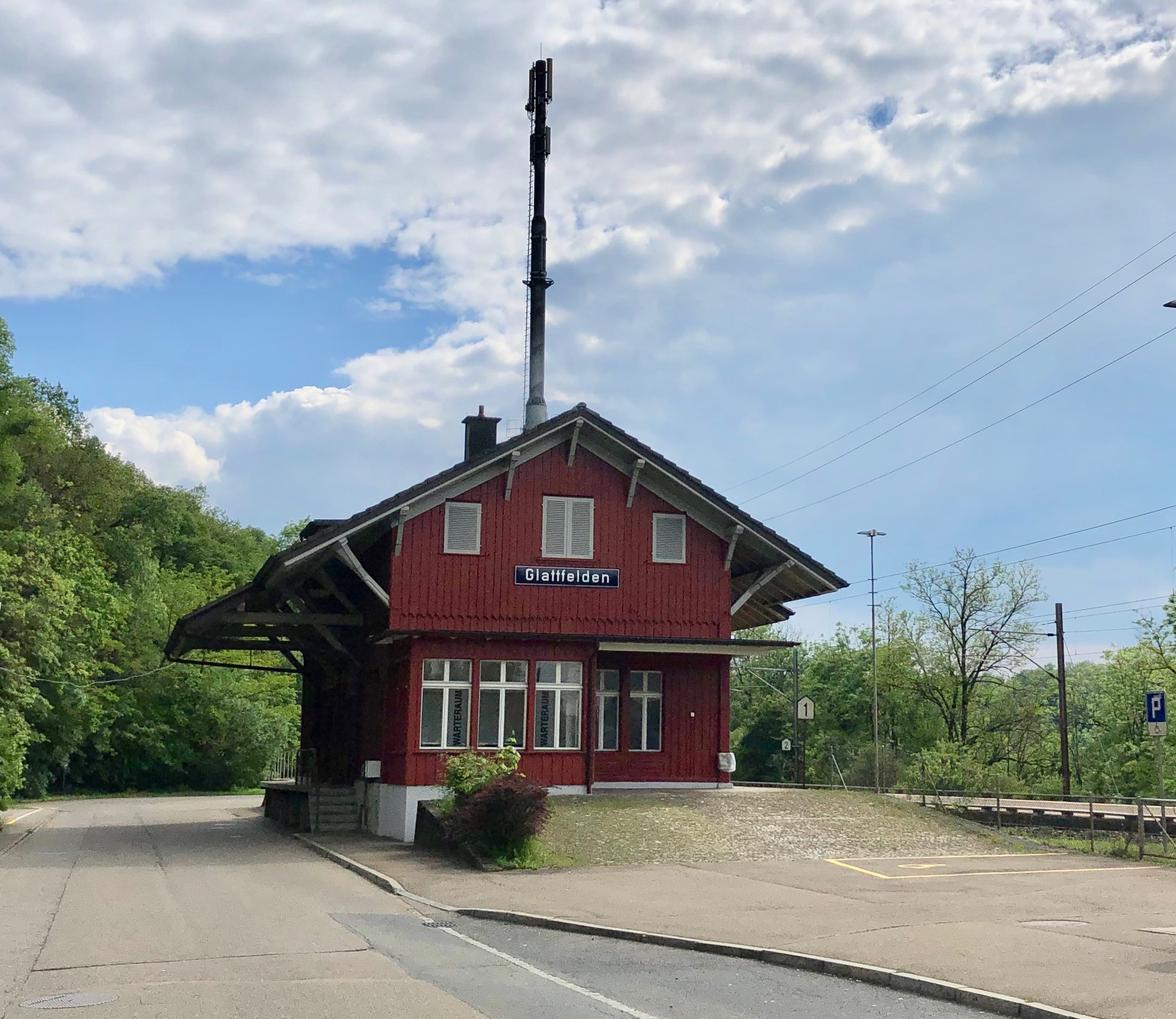
Železniční stanice Glattfelden

V pozdním středověku a raném novověku převládalo na Laubbergu pěstování obilí a rozsáhlé vinice; v roce 1254 je doložen mlýn a v roce 1548 krčma. V roce 1758 byl u obce postaven most přes Glatt, na němž se až do roku 1835 vybíralo mostní mýto. Kolem roku 1840 byla vybudována kantonální silnice do Rorbasu a Weiachu a v roce 1876 bylo zřízeno napojení na železniční trať Winterthur–Koblenz se stanicemi Glattfelden a Zweidlen. Textilní průmysl na Glattu (přádelny v letech 1855 a 1868, tkalcovna v roce 1867, soustružna v roce 1896) vedl k výrazným změnám ve struktuře obyvatelstva; v roce 1920 bylo 60 % pracovních sil zaměstnáno ve sekundárním sektoru, teprve po uzavření textilních továren (1964–1983) postupně převládl terciární sektor (52 % v roce 1995).
Rýnská elektrárna, otevřená v roce 1919, měla za následek přemístění osady Rheinsfelden. Velké štěrkopískovny mezi Glattfeldenem a Zweidlenem byly využívány přibližně od roku 1960. V 60. a 80. letech 20. století byly severně a východně od Glattfeldenu postaveny nové obytné čtvrti. V roce 1978 byl otevřen dálniční obchvat, značený jako dálnice A50.
Dva kilometry od obce prochází železniční trať Bülach–Schaffhausen, na které se nachází železniční stanice Glattfelden (v katastru města Bülach) a po které jezdí v pravidelném intervalu linky S-Bahn Curych, spojující obec jak s Curychem, tak Schaffhausenem. Doplňkové regionální spoje veřejné dopravy zajišťují autobusy Postauto.

## Osobnosti
- Gottfried Keller (1819–1890), švýcarský spisovatel, v Glattfeldenu dlouhodobě pobýval